# Jacquemort
Jacquemort est un groupe de rock indépendant canadien, originaire de Montréal, au Québec.

## Biographie

### Première période
Le groupe connait ses premiers balbutiements au début des années 2000. Tout débute par l’union musicale de Thomas Augustin (Malajube) et le batteur Julien Bakvis. Leur collaboration prend différentes incarnations, dans divers sous-sols de banlieue dont Les Nonnes flinguées. Le personnage de Jacquemort, issu d’un roman de Boris Vian, est lié au groupe car « la référence est pas à la base de tout, mais oui Jacquemort est un psychiatre dans L'Arrache-cœur... On est des gens qui se posent bien des questions et qui sont dans leur tête bien souvent, je pense que ça paraît dans la musique. Comment ? C'est dur à dire, mais c'est là », affirme Thomas Augustin[réf. nécessaire].
Julien Bakvis, aussi batteur pour Méta Gruau, un genre de trio post-Devo avec des claviers disco et un guitariste, Julien Michalak. Pendant ce temps, Thomas joue du clavier avec Malajube, et compose la chanson St-Fortunat, parue sur l’album Trompe-l’œil. C’est en 2004 que les deux Julien et Thomas s’unissent musicalement et c’est la venue de la claviériste Nelly-Belle Estirac qui scelle la naissance de Jacquemort. L’univers musical de Jacquemort n’est pas trop loin de Malajube dans sa sensibilité pop, son énergie rock et ses arrangements vocaux, ici assurés par Thomas. En prime, il y a aussi des claviers drôlement inspirés et des rythmes qui déchirent.
À l’été 2006, ils font appel aux services de Ryan Battistuzzi. Le réalisateur est surtout connu pour son travail sur Trompe-l’œil, de Malajube, mais il a aussi enregistré Les Matins de grands soirs des Breastfeeders, et de nombreux autres albums primés de la scène locale. Donc, les membres de Jacquemort commencent à enregistrer leurs chansons, dans un beau chalet à Magog. Puis, il se produit pour une première fois à l’édition de Pop Montréal 2006 et complète leur premier EP l’hiver venu. Il s’intitule Dent de lait, vu que, toujours selon Thomas « c'est sont des chansons qu'on traîne depuis un bout de temps et on sentait vraiment qu'il fallait les enregistrer, pour pouvoir les garder, et passer à d'autres. C'est comme une dent : quand tu l'as vivante dans la bouche ce n’est pas vraiment un objet, jusqu'à ce que tu l'aies dans ta main et ensuite ça devient plus précieux, concret. Dans le fond, c'est l'action de l'extirper à temps qui compte. » Cette première dent sort sur Grosse Boîte, étiquette sœur de Dare to Care Records, le 10 avril 2007. 
En soutien à l'album, le groupe se produit aux quatre coins de la province québécoise, et tourne sur les ondes des radios universitaires. Cependant, le groupe se sépare la même année.

### Deuxième période
Entre 2007 et 2012, après la séparation de Jacquemort, Augustin se consacre à Malajube. La popularité de Malajube rendra difficiles les rencontres entre Augustin et les autres membres du groupe.
En 2012, Jacquemort se réactive à l'initiative d'Augustin. À ce moment, Augustin tient le clavier, et le groupe fait participer les nouveaux membres, Rémy Nadeau Aubin (Bateau noir, ex-Malajube et ex-Hot Springs) à la basse, Julien Michalak et Julien Bakvis. Cette formation enregistre et publie son premier album studio, La Montagne de feu, le 25 novembre 2013,,. En 2015, le groupe joue au club Le Petit Chicago avec Sans Foulard et Les Moindres.

## Membres
- Thomas Augustin - voix, basse
- Julien Michalak - guitare
- Melissa Di Menna - claviers
- Julien Bakvis - batterie
- Remy Nadeau Aubin - basse